# Mitch McConnell
Addison Mitchell «Mitch» McConnell (n. Sheffield, Alabama, Estados Unidos; 20 de febrero de 1942) es un político estadounidense afiliado al Partido Republicano. Actualmente representa al estado de Kentucky en el Senado y es exlíder de la minoría republicana. Es el senador que más años ha representado a Kentucky.

## Políticas
En sus primeros años como político en Kentucky, McConnell era conocido como pragmático y un republicano moderado. Con el tiempo, se movió hacia la derecha. Según uno de sus biógrafos, McConnell se transformó "de un republicano moderado que apoyaba el derecho al aborto y los sindicatos de empleados públicos, a la personificación del obstruccionismo partidista y de la ortodoxia conservadora en el Capitolio".
En el marco de la crisis política del cierre del Gobierno de los Estados Unidos de 2013, la actuación de McConnell fue fundamental para lograr una solución a la parálisis política y habilitar la reapertura de los servicios federales en todo el país.
En 2017, fue uno de los 22 senadores que firmó una carta pidiéndole a Donald Trump que saque a Estados Unidos del Acuerdo de París. Según la ONG Center for Responsive Politics, McConnell ha recibido desde 2012 más de 1.542.000 dólares de grupos de presión a favor de la industria del petróleo, del gas y del carbón.
En diciembre de 2020, y a raíz de la pandemia de COVID-19, McConnell se opuso a la subida de los cheques de estímulo económico de 600$ a 2.000$, vetando la decisión que fue pactada por la oposición Demócrata y por el presidente Trump además de por gran parte del partido Republicano, lo que le ocasionó muchas críticas.
En enero de 2021, McConnell expresó su apoyo a favor del segundo proceso de destitución a Trump. Aunque, finalmente, votó en contra del mismo el 14 de febrero de 2021.